# Рока ди Фонди (Ријети)
Рока ди Фонди је насеље у Италији у округу Ријети, региону Лацио.
Према процени из 2011. у насељу је живело 7 становника. Насеље се налази на надморској висини од 993 м.